# Jacob de Lunel
Pour les articles homonymes, voir Lunel (homonymie).
Jacob de Lunel, est un auteur provençal de langues d'oc et hébraïque originaire du Comtat Venaissindu XVIIIe siècle, actif à Carpentras dans la vie religieuse judaïque.
En provençal il est coauteur et adaptateur de La Reine Esther (dont la première version, Lou Jo de Haman, fut composée par Mardochée Astruc), une pièce interprétée à l'occasion de la fête de Purim et en hébreu d'un poème célébrant le salut du Roi Louis XV de France après une tentative d'assassinat en 1757.

## Œuvre
- Ernest Sabatier (éd.), La Reine Esther : tragédie provençale en patois comtadin, édition Le Nombre d'or, 1970, 112 pages.